# Jacek Buko
Jacek Wojciech Buko (ur. 1969 r. w Szczecinie) – polski ekonomista, specjalizujący się w ekonomice i organizacji łączności, zarządzaniu personelem, polityce społeczno-gospodarczej, ekonomice usług łączności oraz zarządzaniu finansami; nauczyciel akademicki związany z Uniwersytetem Szczecińskim.

## Życiorys
Urodził się w 1969 roku w Szczecinie, z którym związał swoje życie prywatne i zawodowe. Po ukończeniu szkoły podstawowej kontynuował naukę w Technikum Łączności. Po pomyślnie zdanym egzaminie maturalnym podjął studia na kierunku ekonomia na Uniwersytecie Szczecińskim, które ukończył w 1994 roku zdobyciem tytułu zawodowego magistra. Bezpośrednio potem został zatrudniony jako asystent na macierzystej uczelni w Katedrze Polityki Gospodarczej na Wydziale Zarządzania i Ekonomiki Usług. W 1997 roku uzyskał stopień naukowy doktora nauk ekonomicznych w zakresie ekonomii na podstawie pracy pt. Zarządzanie personelem ppup Poczta Polska, napisanej pod kierunkiem prof. Romana Czaplewskiego. W tym samym roku awansował na stanowisko adiunkta. W 2009 roku Rada Wydziału Zarządzania i Ekonomiki Usług Uniwersytetu Szczecińskiego nadała mu stopień naukowy doktora habilitowanego nauk ekonomicznych w zakresie ekonomii o specjalności polityka społeczno-gospodarcza, na podstawie rozprawy nt. Powszechne usługi pocztowe w Polsce - stan obecny i koncepcja zmian. Od 2010 roku zatrudniony jest na stanowisku profesora nadzwyczajnego. Poza działalnością naukowo-dydaktyczną pełnił także funkcję organizacyjne. W latach 2008–2012 był prodziekanem ds. studenckich na Wydziale Zarządzania i Ekonomiki Usług, a od 2012 roku jest prorektorem ds. studenckich. Jest ponadto członkiem Polskiego Towarzystwa Ekonomicznego.

## Dorobek naukowy
Zainteresowania naukowe Jacka Buko związane są z zagadnieniami polityki społeczno-gospodarczej, ekonomiki usług infra-strukturalnych oraz zarządzaniem finansami. Znajduje to wyraz w prowadzonych przez wiele lat projektach badawczych i zajęciach dydaktycznych. W czasie swojej pracy na uczelni odbył staże naukowe krajowe i zagraniczne, m.in. w Wielkiej Brytanii i Niemczech, a także złożył wizyty w różnych uniwersytetach europejskich w ramach międzynarodowych programów dydaktycznych. Organizował lub współorganizował liczne konferencje naukowe. Jest autorem lub współautorem 150 publikacji, w tym m.in.: 4 monografii. Ponadto jest redaktorem naukowym serii wydawniczej zeszytów naukowych Uniwersytetu Szczecińskiego "Ekonomiczne Problemy Usług".